# Liste der Biografien/Plu
Liste der Biografien |
Portal Biografien |
Personensuche
# |
A |
B |
C |
D |
E |
F |
G |
H |
I |
J |
K |
L |
M |
N |
O |
P |
Q |
R |
S |
T |
U |
V |
W |
X |
Y |
Z |
?
 
Pa |
Pc |
Pe |
Pf |
Ph |
Pi |
Pj |
Pk |
Pl |
Pm |
Pn |
Po |
Pr |
Ps |
Pt |
Pu |
Pv |
Pw |
Py
 
Pla |
Ple |
Plh |
Pli |
Plj |
Pll |
Pln |
Plo |
Pls |
Plu |
Ply
Die Liste der Biografien führt alle Personen auf, die in der deutschsprachigen Wikipedia einen Artikel haben. Dieses ist eine Teilliste mit 218 Einträgen von Personen, deren Namen mit den Buchstaben „Plu“ beginnt.

## Plu
- Plu, Benjamin (* 1994), französischer American- und Canadian-Football-Spieler

### Pluc
- Pluch, Agnes (* 1968), österreichische Drehbuchautorin
- Pluch, Thomas (1934–1992), österreichischer Autor und Journalist
- Pluchart, Eugène, russischer Maler und Fotograf französischer Herkunft
- Pluche, Noël-Antoine (1688–1761), französischer Theologe, Naturwissenschaftler und Schriftsteller
- Pluciński, Leon (1875–1935), polnischer Politiker, Diplomat und Generalkommissar in der Freien Stadt Danzig (1921–1924)
- Plückebaum, Carl (1880–1952), deutscher Maler und Radierer
- Plückebaum, Meta (1876–1945), deutsche Tier-, Blumen- und Porträtmalerin sowie Grafikerin
- Plücken, Hans-Günther (* 1954), deutscher Fußballspieler
- Plücker, Albert (1864–1945), deutscher Mediziner, Sanitätsrat, Oberstabsarzt der Reserve während des Ersten Weltkriegs im Generalstab
- Plücker, Falk (* 1985), deutscher Liedermacher und KabarettistFalk Plücker (* 1985)

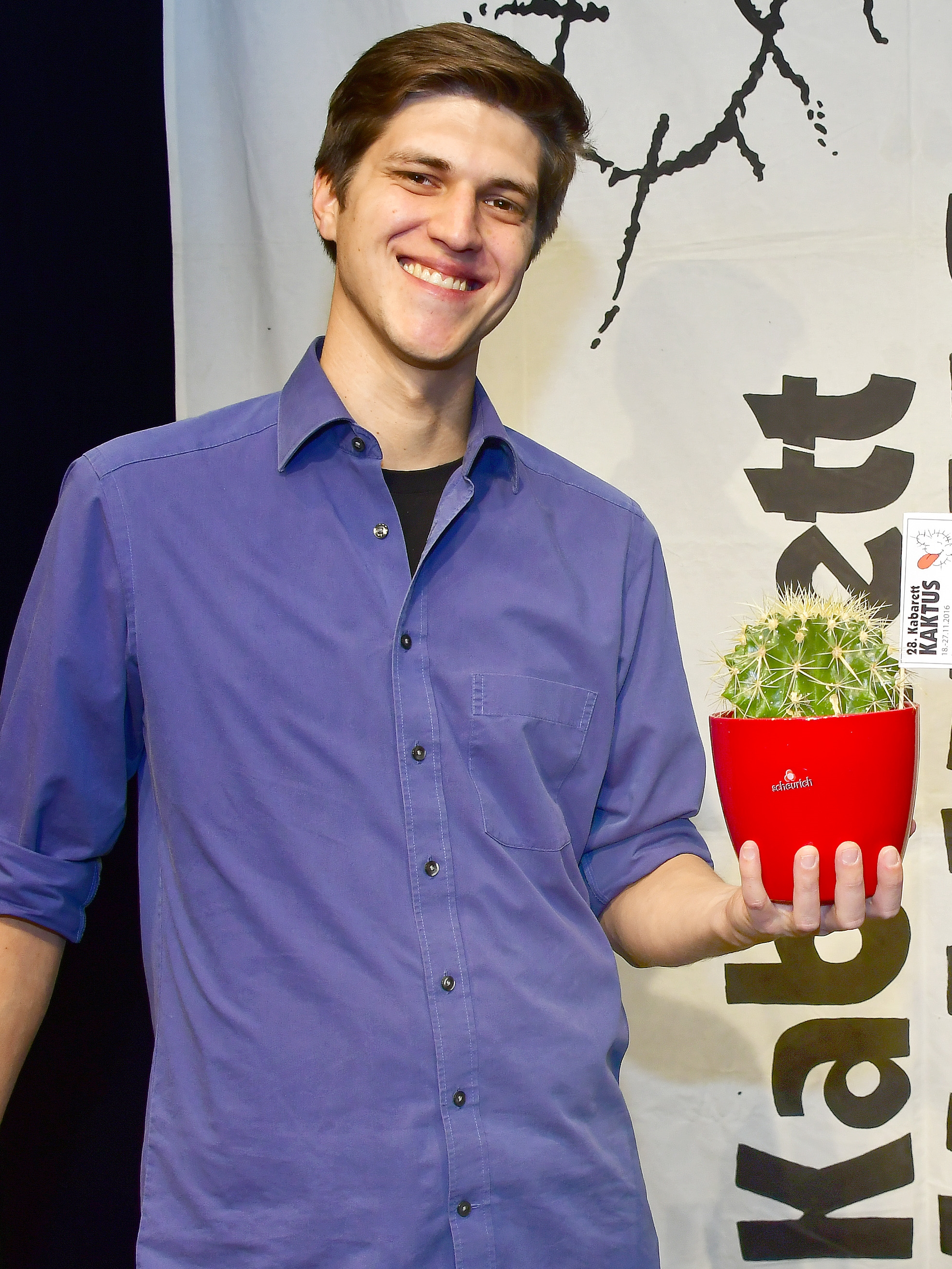
Falk Plücker (* 1985)

- Plücker, Jens (* 1972), deutscher Hornist
- Plücker, Johannes (1711–1780), deutscher Kaufmann, Politiker und Bürgermeister von Elberfeld
- Plücker, Johannes (1733–1796), deutscher Kaufmann, Politiker und Bürgermeister von Elberfeld
- Plücker, Julius (1801–1868), deutscher Mathematiker und Physiker
- Plücker, Peter (1688–1754), Bürgermeister von Elberfeld
- Plückhahn, Hans-Joachim (* 1916), deutscher Fußballspieler
- Plückhahn, Kathrien (* 1958), deutsche Ruderin
- Plucknett, Ben (1954–2002), amerikanischer Diskuswerfer
- Plückthun, Andreas (* 1956), deutsch-schweizerischer Biochemiker

### Plud
- Plüddemann, Hermann (1809–1868), deutscher Historienmaler und Illustrator
- Plüddemann, Martin (1854–1897), deutscher Komponist und Musikpädagoge
- Plüddemann, Max (1846–1910), deutscher Konteradmiral der Kaiserlichen Marine
- Plüddemann, Richard (1846–1910), deutscher Architekt und Baubeamter
- Pludek, Alexej (1923–2002), tschechischer Schriftsteller und Politiker
- Pludra, Benno (1925–2014), deutscher Schriftsteller
- Pludra, Hans, deutscher Turner

### Plug
- Plügel, Anton (1910–1945), österreichisch-deutscher nationalsozialistischer Ethnologe und Rassenforscher
- Plügge, Herbert (1906–1972), deutscher Mediziner und Hochschullehrer
- Plugge, Kim (* 1975), Schweizer Ruderer
- Plugge, Walther (1886–1960), deutscher Rechtsanwalt, Notar und Urheberrechtler
- Plugtschiewa, Meglena (* 1956), bulgarische Politikerin und Diplomatin

### Pluh
- Pluhar, Christina (* 1965), österreichische Musikerin, im Bereich historische Aufführungspraxis
- Pluhar, Erika (* 1939), österreichische Schauspielerin, Sängerin und AutorinErika Pluhar (* 1939)

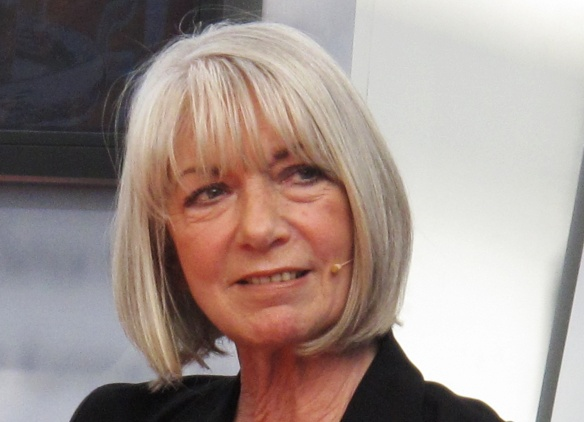
Erika Pluhar (* 1939)

- Pluhar, Ingeborg G. (* 1944), österreichische Malerin und Bildhauerin
- Pluhař, Ladislav (1865–1940), österreichischer, tschechischer Politiker
- Pluhař, Zdeněk (1913–1991), tschechischer Schriftsteller

### Plui
- Pluijm, Jan van der (1920–1988), niederländischer Journalist und Chefredakteur
- Pluijm, Marvin van der (* 1979), niederländischer Radrennfahrer
- Pluijmaekers, Laurens (* 1984), niederländischer E-Sportler
- Pluijmen, Ronan (* 2003), thailändisch-niederländischer Fußballspieler
- Pluim, Femke (* 1994), niederländische Stabhochspringerin
- Pluimers, Ilse (* 2002), niederländischer Radrennfahrerin
- Pluimers, Rick (* 2000), niederländischer Radrennfahrer

### Pluk
- Plukenet, Leonard (1642–1706), englischer Botaniker

### Plum
- Plum, Agnes (1869–1951), deutsche Politikerin (SPD, KPD), MdR
- Plum, Alois (1935–2024), deutscher Künstler
- Plum, August (1815–1876), dänischer Genremaler
- Plum, Camilla (* 1956), dänische Kochbuch- und Gartenbuchautorin
- Plum, Christina († 1630), Kölner Obstverkäuferin, Opfer der Hexenverfolgung
- Plum, Jean-Marie (1899–1944), belgischer Komponist und Organist
- Plum, Kelsey (* 1994), US-amerikanische BasketballspielerinKelsey Plum (* 1994)

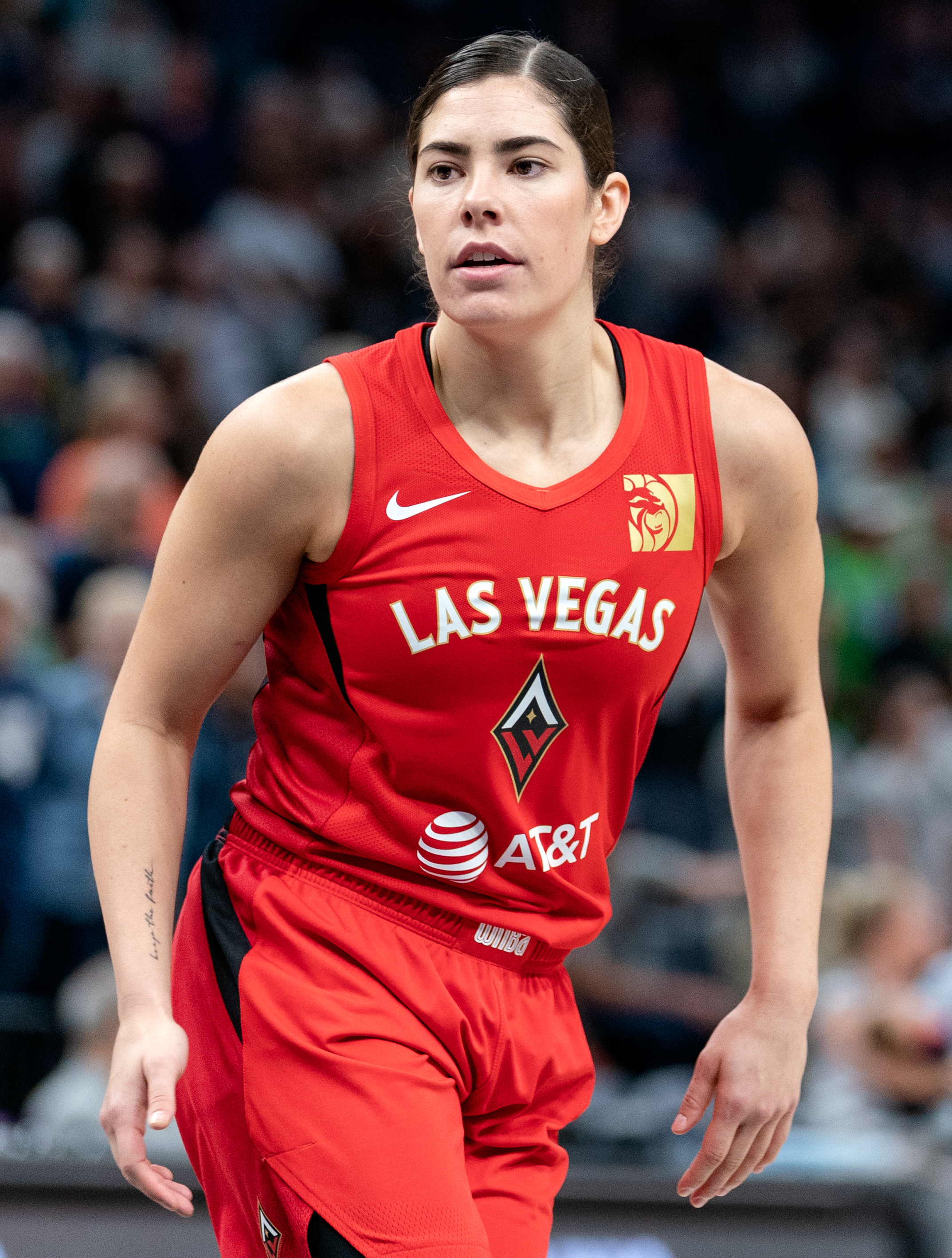
Kelsey Plum (* 1994)

- Plum, Lauren (* 1992), US-amerikanische Volleyballspielerin
- Plum, Maria (1894–1962), Rechtsanwältin in Freiburg
- Plum, Martin (* 1982), deutscher Politiker (CDU)
- Plum, Michael (* 1960), deutscher Tischtennisspieler
- Plum, Peter (* 1937), deutscher Orgelbauer
- Plümacher, Eckhard (1938–2021), deutscher evangelischer Theologe und Bibliothekar
- Plümacher, Eugen Hermann (1838–1910), amerikanischer Konsul in Maracaibo (heute Teil von Venezuela) (1877–1890)
- Plümacher, Hetty (1919–2005), deutsche Opernsängerin (Mezzosopran und Alt)
- Plümacher, Olga (1839–1895), russischstämmige schweizerisch-amerikanische Philosophin
- Plumanns, Heinz (1902–1986), deutscher Schwimmer
- Plumb (* 1975), US-amerikanische christliche Popsängerin
- Plumb, Edward H. (1907–1958), US-amerikanischer Filmkomponist
- Plumb, Eve (* 1958), US-amerikanische SchauspielerinEve Plumb (* 1958)

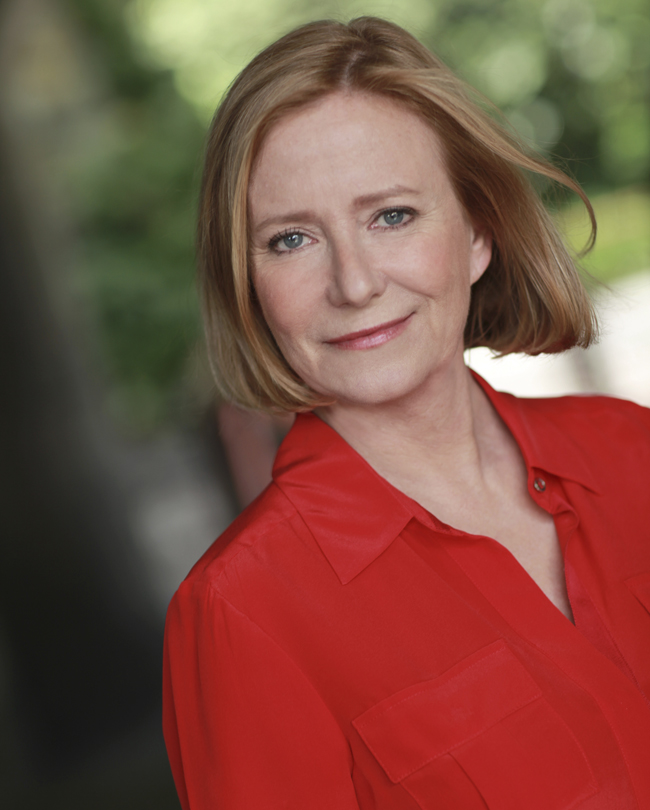
Eve Plumb (* 1958)

- Plumb, Henry, Baron Plumb (1925–2022), britischer Politiker, MdEP, Präsident des Europäischen Parlaments
- Plumb, John H. (1911–2001), britischer Schriftsteller und Historiker
- Plumb, John Michael (* 1940), US-amerikanischer Vielseitigkeitsreiter
- Plumb, Preston B. (1837–1891), US-amerikanischer Politiker (Republikanische Partei)
- Plumb, Ralph (1816–1903), US-amerikanischer Politiker
- Plumb, Ron (* 1950), kanadischer Eishockeyspieler, -trainer und -funktionär
- Plumb, Rovana (* 1960), rumänische Politikerin (PSD), MdEP
- Plume, Amélie (* 1943), Schweizer Schriftstellerin
- Plume, Noah (* 1996), deutscher Fußballspieler
- Plūme, Roberts (1897–1956), lettischer Radrennfahrer
- Plūme, Roberts (* 2000), lettischer Rennrodler
- Plume, Serge (* 1967), belgischer Jazzmusiker (Trompete, Flügelhorn)
- Plume, Thomas († 1704), englischer Geistlicher, Philanthrop und Gründer der nach ihm benannten Bibliothek
- Plumelle-Uribe, Rosa Amelia (* 1951), französische Autorin
- Plumenail, Lionel (* 1967), französischer Florettfechter und Olympiasieger
- Plumer, Arnold (1801–1869), US-amerikanischer Politiker
- Plümer, Egon (1940–2021), deutscher Politiker (CDU) und Landrat
- Plumer, George (1762–1843), US-amerikanischer Politiker
- Plümer, Gunnar (* 1951), deutscher Jazzmusiker
- Plumer, Herbert, 1. Viscount Plumer (1857–1932), britischer Generalfeldmarschall und Hochkommissar von PalästinaHerbert Plumer, 1. Viscount Plumer (1857–1932)

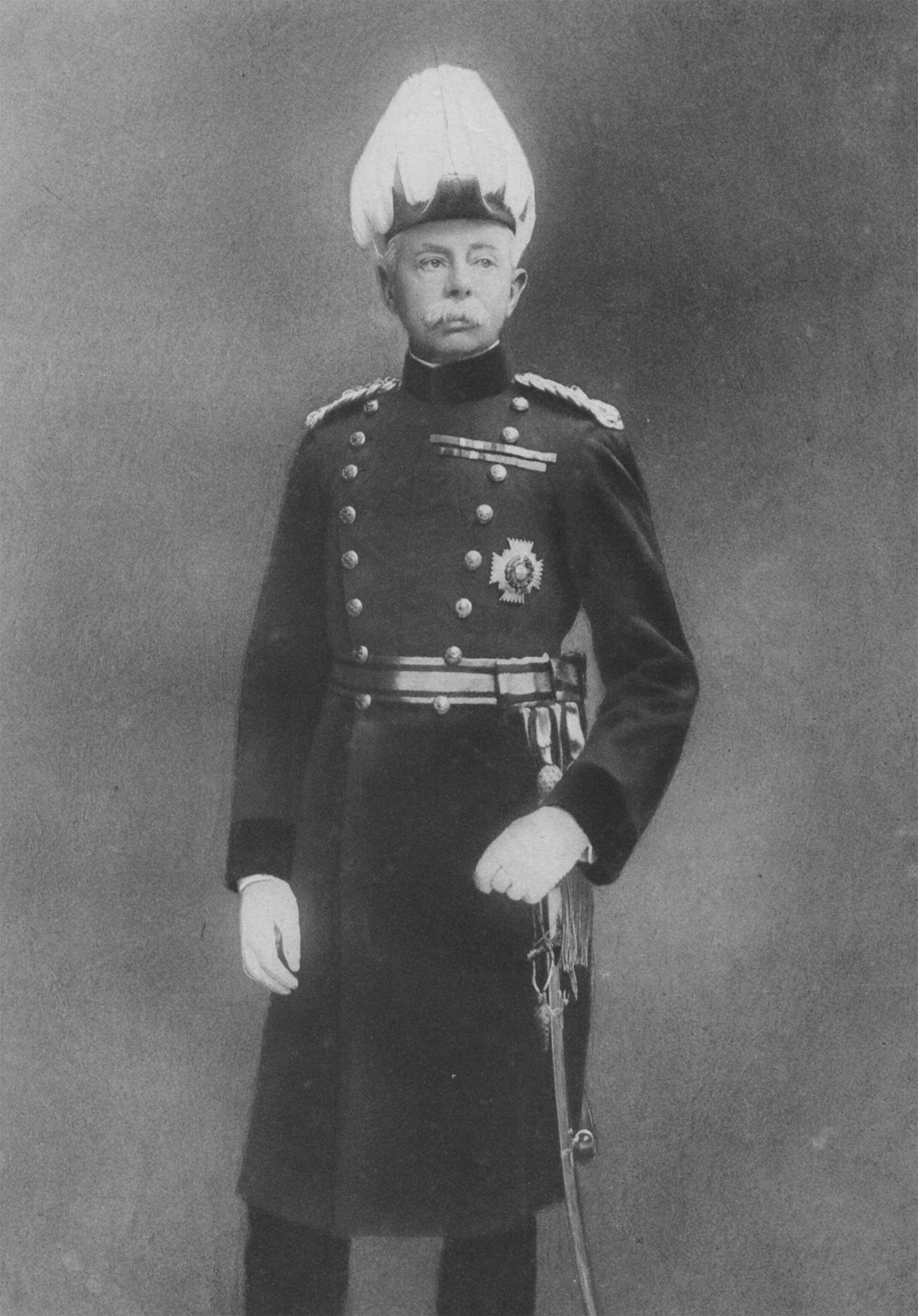
Herbert Plumer, 1. Viscount Plumer (1857–1932)

- Plümer, Lutz (* 1951), deutscher Geowissenschaftler, Professor für Geoinformation
- Plumer, PattiSue (* 1962), US-amerikanische Mittel- und Langstreckenläuferin
- Plümer, Vanessa (* 2000), deutsche Handballspielerin
- Plumer, William (1759–1850), US-amerikanischer Politiker, Gouverneur von New Hampshire
- Plumer, William junior (1789–1854), US-amerikanischer Politiker
- Plumeri, Terry (1944–2016), US-amerikanischer Jazz- und Fusionmusiker sowie Filmkomponist
- Plumeyer, Florian, deutscher Drehbuchautor
- Plümicke, Karl Johann (1782–1855), preußischer Generalmajor, Direktor der Artillerie- und Ingenieurschule
- Plümicke, Karl Martin (1749–1833), deutscher Bühnenautor
- Plümicke, Ludwig (1791–1866), preußischer Bergrat, Lehrer, Ehrenbürger der Stadt Eisleben sowie Sammler von insgesamt rund 4300 Bücher, Atlanten, Karten sowie Handschriften
- Plümicke, Timo, deutscher Synchron- und Hörspielsprecher
- Plumier, Charles (1646–1704), französischer Botaniker und Forschungsreisender
- Plumlee, Mason (* 1990), US-amerikanischer Basketballspieler
- Plumlee, Miles (* 1988), US-amerikanischer Basketballspieler
- Plumley, Charles Albert (1875–1964), US-amerikanischer Politiker
- Plumley, Frank (1844–1924), US-amerikanischer Jurist und Politiker
- Plummer Cobb, Jewel (1924–2017), US-amerikanische Biologin und Hochschullehrerin
- Plummer, Adolph (1938–2015), US-amerikanischer Sprinter
- Plummer, Amanda (* 1957), US-amerikanische Schauspielerin
- Plummer, Andrew († 1756), schottischer Arzt, Chemiker
- Plummer, Beatrice, Baroness Plummer (1903–1972), britische Politikerin der Labour Party, Landwirtin und Life Peeress
- Plummer, Charlie (* 1999), US-amerikanischer Kinderdarsteller
- Plummer, Christopher (1929–2021), kanadischer Schauspieler in Film, Fernsehen und TheaterChristopher Plummer (1929–2021)

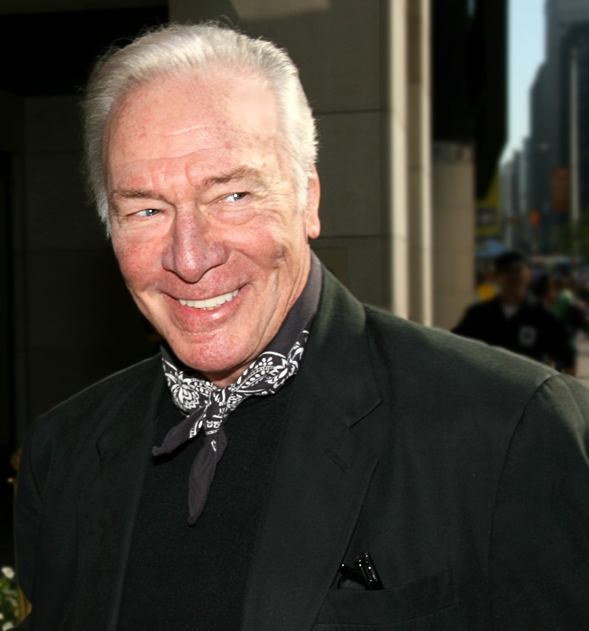
Christopher Plummer (1929–2021)

- Plummer, Dave (* 1968), kanadisch-US-amerikanischer Softwareentwickler und Unternehmer
- Plummer, David (* 1985), US-amerikanischer Schwimmer
- Plummer, Desmond (1914–2009), britischer Politiker (Conservative Party)
- Plummer, Ellis (* 1994), englischer Fußballspieler
- Plummer, Franklin E. († 1847), US-amerikanischer Politiker
- Plummer, Glenn (* 1961), US-amerikanischer Film- und Fernsehschauspieler
- Plummer, Henry (1832–1864), US-amerikanischer Goldsucher, Sheriff, Stadtmarschall und Gesetzloser
- Plummer, Henry Stanley (1874–1936), US-amerikanischer Internist und Endokrinologe
- Plummer, Jake (* 1974), US-amerikanischer American-Football-Spieler
- Plummer, James W. (1920–2013), US-amerikanischer Ingenieur und Regierungsbeamter
- Plummer, Jason (1969–2021), australischer Schwimmer
- Plummer, John († 1486), englischer Komponist der Renaissance
- Plummer, Kathryn (* 1998), US-amerikanische Volleyballspielerin
- Plummer, Konya (* 1997), jamaikanische Fußballspielerin
- Plummer, Leslie (1901–1963), britischer Landwirtschaftsexperte, Verleger und Politiker
- Plummer, Penelope (* 1949), australisches Model und Schönheitskönigin
- Plummer, Ward (1940–2020), US-amerikanischer Physiker
- Plump, Carl Ferdinand (1800–1868), deutscher Bankkaufmann
- Plump, Ernst Ferdinand (1839–1900), deutscher Jurist, Rechtsanwalt und Politiker
- Plump, Nikolaus (1923–1980), deutscher Grafiker, Zeichner und Illustrator
- Plumpa, Petras (* 1939), litauischer Dissident und Publizist
- Plumpe, Gerhard (* 1946), deutscher Germanist
- Plumpe, Trine, Opfer der Hexenverfolgung in Recklinghausen
- Plumpe, Werner (* 1954), deutscher HistorikerWerner Plumpe (* 1954)

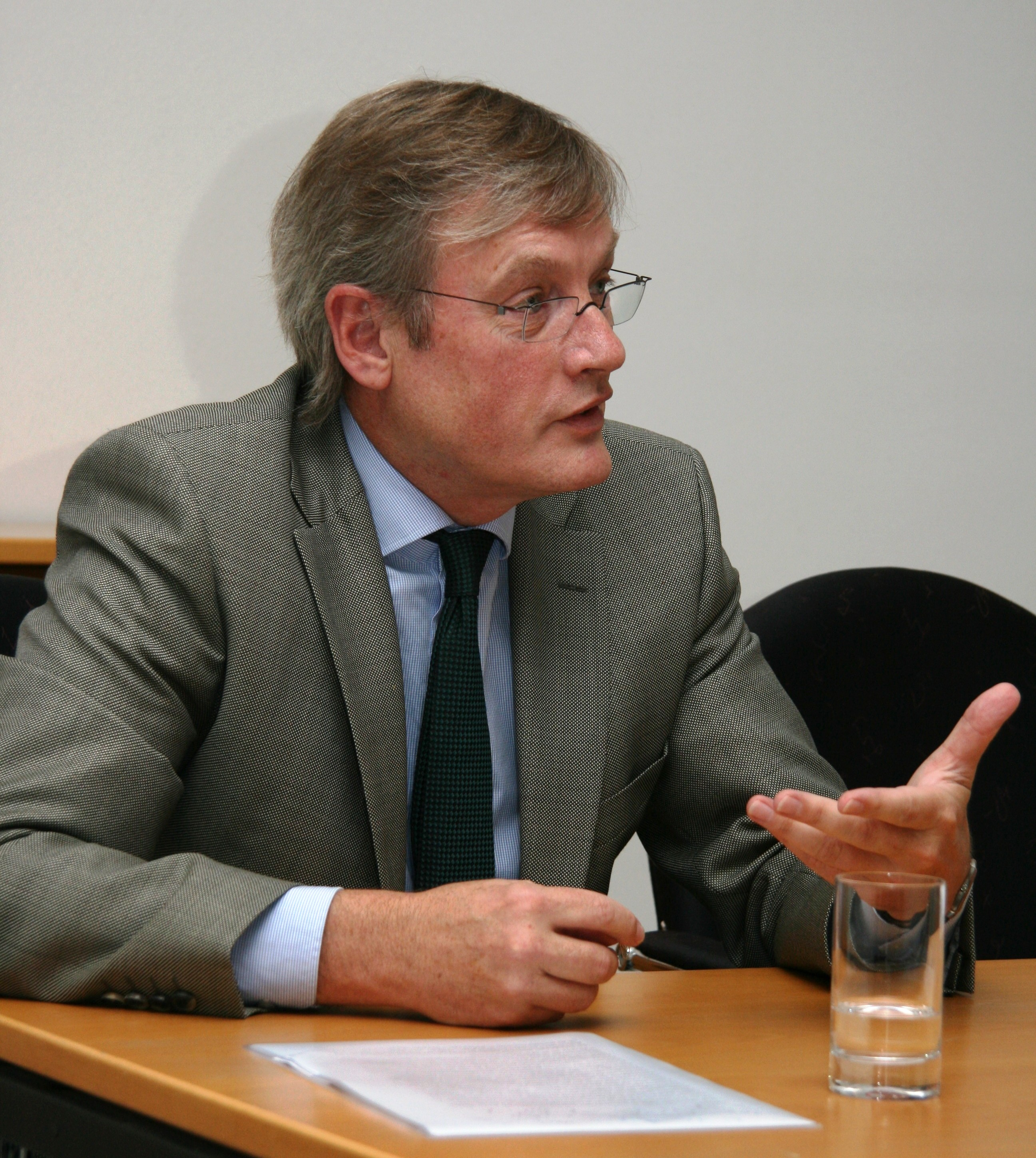
Werner Plumpe (* 1954)

- Plumptre, Annabella (1769–1838), britische Schriftstellerin und Übersetzerin
- Plumptre, Anne († 1818), britische Schriftstellerin und Übersetzerin
- Plumptre, Ashleigh (* 1998), nigerianische Fußballspielerin
- Plumstead, Edna (1903–1989), südafrikanische Paläobotanikerin

### Plun
- Plunder, Franz (1891–1974), österreichischer Künstler, Bootsbauer und Unternehmer
- Plunder, Karl (1909–1978), österreichischer Pädagoge und Botaniker
- Plundrich, Sigrid (* 1979), deutsche Opern- und Konzertsängerin (Sopran)
- Plungė, Gintautas Jurgis (* 1938), litauischer Schachschiedsrichter und -trainer
- Plungjan, Wladimir Alexandrowitsch (* 1960), russischer Linguist
- Plungwech, Pornsawan (* 1973), thailändische Badmintonspielerin
- Plunket, David, 1. Baron Rathmore (1838–1919), britischer Jurist und Politiker der Conservative Party
- Plunket, Katherine (1820–1932), britische bzw. irische Malerin
- Plunket, Robin, 8. Baron Plunket (1925–2013), britischer Peer und Politiker
- Plunket, William, 5. Baron Plunket (1864–1920), britischer Diplomat und Verwaltungsbeamter
- Plunkett, Al (1899–1957), kanadischer Sänger
- Plunkett, Charles Peshall (1864–1931), US-amerikanischer Konteradmiral
- Plunkett, Edward, 18. Baron Dunsany (1878–1957), irischer Schriftsteller
- Plunkett, George Noble (1851–1948), irischer Politiker, Minister
- Plunkett, Gerard (* 1955), irischer Schauspieler
- Plunkett, Jayne (* 1971), nordirische Badmintonspielerin
- Plunkett, Jim (* 1947), US-amerikanischer American-Football-Spieler
- Plunkett, Joseph (1887–1916), irischer Nationalist, Republikaner, Dichter, Journalist, Revolutionär und Anführer des Osteraufstandes 1916Joseph Plunkett (1887–1916)

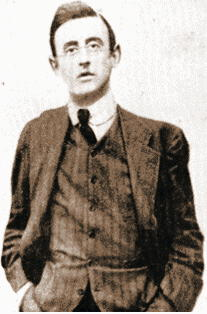
Joseph Plunkett (1887–1916)

- Plunkett, Maryann (* 1953), US-amerikanische Film-, Fernseh- und Theaterschauspielerin
- Plunkett, Mert (1888–1966), kanadischer Impresario und Komponist
- Plunkett, Oliver († 1681), Erzbischof von Armagh und Primas von IrlandOliver Plunkett († 1681)

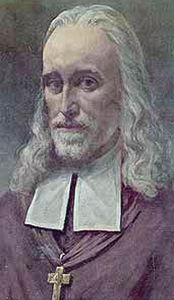
Oliver Plunkett († 1681)

- Plunkett, Roy (1910–1994), US-amerikanischer Chemiker, Entdecker des Teflon
- Plunkett, Walter (1902–1982), US-amerikanischer Kostümbildner
- Plunkett, William C. (1799–1884), US-amerikanischer Politiker
- Plünnecke, Wilhelm (1894–1954), deutscher Maler, Grafiker und Buchillustrator
- Pluntke, Martin, deutscher Breakdancer
- Pluntke, Maurice (* 1994), deutscher Fußballspieler
- Pluntz, Liane (* 1952), österreichische Politikerin (SPÖ), Abgeordnete zum Salzburger Landtag

### Pluq
- Pluquet, Frédéric (1781–1831), französischer Historiker, Romanist und Mediävist
- Pluquet, Hans (1903–1981), deutscher Maler und Zeichner
- Pluquet-Dziekan, Charlotte (1902–1971), deutsche Malerin

### Plur
- Plura, Marek (1970–2023), polnischer Politiker, Mitglied des Sejm, MdEP
- Plura, Martina (* 1985), deutsche Filmregisseurin
- Plura, Monika (* 1985), deutsche Kamerafrau

### Plus
- Plus, Raoul (1882–1958), französischer Jesuit und katholischer Theologe
- Plüschau, Helmut (1934–2025), deutscher Politiker (SPD), MdL
- Plüschke, Hans (1939–1998), deutscher Grenzschutzbeamter, erschoss einen DDR-Grenzsoldaten, selbst Mordopfer
- Plüschke, Johann Gottlieb (1780–1846), deutscher evangelischer Theologe und Hochschullehrer
- Pluschnyk, Jewhen (1898–1936), ukrainischer Schriftsteller
- Plüschow, Gunther (1886–1931), deutscher Marineoffizier und PilotGunther Plüschow (1886–1931)

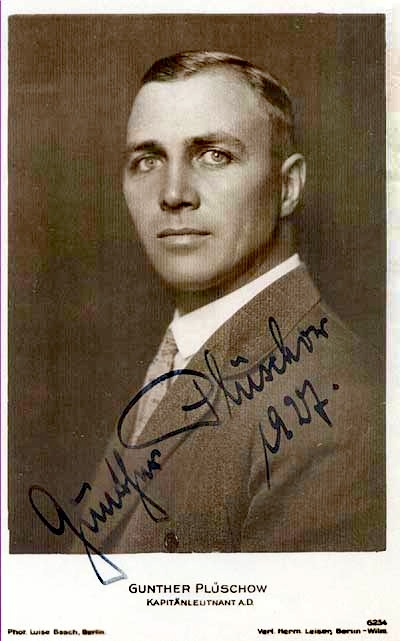
Gunther Plüschow (1886–1931)

- Plüschow, Wilhelm (1852–1930), deutscher Fotograf
- Pluskal, Svatopluk (1930–2005), tschechoslowakischer Fußballspieler und -trainer
- Pluskat, Rainer (* 1938), deutscher Radrennfahrer
- Pluskota, Józef (* 1964), polnischer Skispringer
- Pluskota, Maurice (* 1992), deutscher Basketballspieler
- Pluskota, Natalie (* 1989), US-amerikanische Tennisspielerin
- Plüskow, Engelhard von († 1717), kaiserlich habsburgischer Feldmarschall-Lieutenant
- Plüskow, Hans Albrecht von (1709–1760), deutschstämmiger Offizier der Niederländischen Ostindien-Kompanie (VOC)
- Plüskow, Josias von (1815–1894), mecklenburgischer Rittergutsbesitzer und Landrat
- Plüskow, Otto von (1852–1925), preußischer General der Infanterie
- Pluskwa, Manfred (1946–2016), deutscher Bildhauer
- Plusmacher (* 1987), deutscher Rapper
- Plusquellic, Don (* 1949), US-amerikanischer Politiker, Bürgermeister von Akron
- Plüss, August (1871–1910), Schweizer Archivar und Historiker
- Plüss, Benjamin (* 1979), Schweizer Eishockeyspieler
- Plüss, David (* 1957), Schweizer Musiker, Komponist, Arrangeur und Musikproduzent
- Plüss, David (* 1964), Schweizer evangelischer Theologe und Professor an der Universität Bern
- Plüss, Elisa (* 1989), schweizerische Schauspielerin
- Plüss, Elvira (* 1953), Schweizer Schauspielerin
- Plüss, Hans Theodor (1845–1919), deutscher Altphilologe
- Plüss, Johann (1788–1864), Schweizer Politiker
- Plüss, Jürg (* 1972), Schweizer Schauspieler
- Plüss, Martin (* 1977), Schweizer EishockeyspielerMartin Plüss (* 1977)

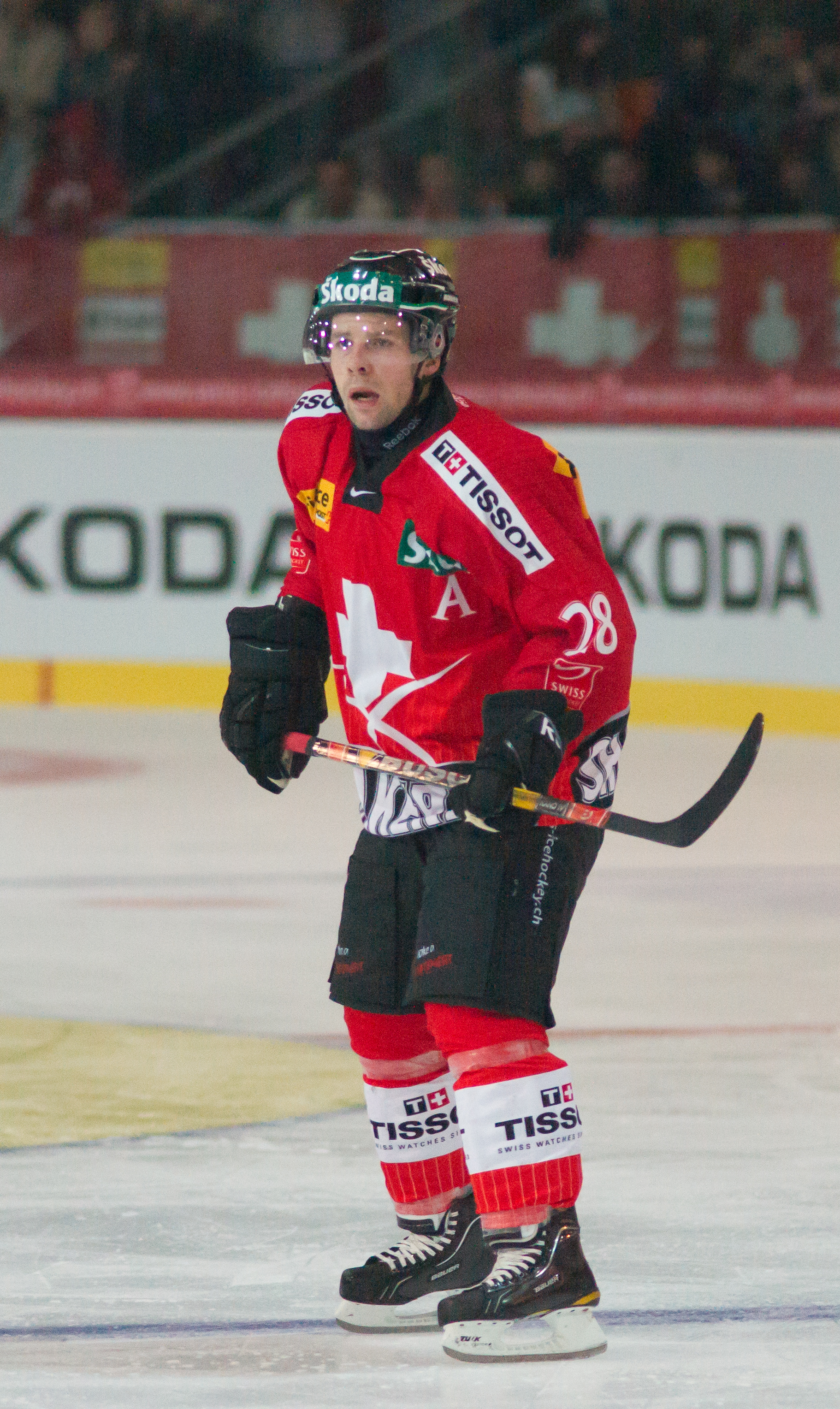
Martin Plüss (* 1977)

- Plüss, Urs (* 1970), Schweizer Politiker (EVP) und Mitglied des Grossen Rats des Kantons Aargau

### Plut
- Plut, Paul (* 1988), österreichischer Sänger, Musiker und Komponist sowie Frontmann der Deutschpop-Band Viech
- Plut, Vito (* 1988), slowenischer Fußballspieler
- Pluta, Georg (1888–1965), deutscher Politiker (FDP)
- Pluta, Sam (* 1979), US-amerikanischer Improvisationsmusiker (Live-Elektronik) und Komponist
- Pluta, Wilhelm (1910–1986), katholischer Geistlicher, Bischof von Landsberg an der Warthe
- Plutarch, griechischer Schriftsteller
- Plutarch von Athen, spätantiker griechischer Philosoph
- Plutarch von Byzantion († 105), vierter Bischof von Byzantion
- Plutarch von Eretria, Tyrann in Eretria
- Plutchik, Robert (1927–2006), US-amerikanischer Psychologe
- Plutecki, Witold (* 1956), polnischer Radrennfahrer
- Plütschau, Heinrich († 1752), deutscher evangelischer Missionar
- Plutte, Jakob (* 1985), deutscher Schauspieler

### Pluv
- Pluvinel, Antoine de (1555–1620), französischer Hippologe

### Pluy
- Pluym, Arie van der (1906–1934), niederländischer Motorradrennfahrer
- Pluym, Leo van der (1935–2020), niederländischer Radrennfahrer
- Pluys, Augustien (* 1890), belgischer Turner

### Pluz
- Płużek, Kuba (* 1988), polnischer Jazzmusiker (Piano, Komposition)